# José Luis de Vilallonga
José Luis de Vilallonga y Cabeza de Vaca, ix marqués de Castellbell, grande de España (Madrid, 29 de enero de 1920 - Andrach, Baleares, 30 de agosto de 2007) fue un aristócrata, escritor y actor español.

## Vida y carrera

### Primeros años
Descendiente del Rey Fernando I de León, y del Barón de Maldá (1746-1818),[cita requerida] fue hijo de Salvador de Vilallonga y Cárcer, viii marqués de Castellbell, viii marqués de Castellmeyá, ii barón de Segur y vii barón de Maldá y Maldanell, grande de España, militar y amigo del rey Alfonso XIII; y María del Carmen Cabeza de Vaca y Carvajal, hija del ix marqués de Portago. Por distribución de su padre sucedió en el marquesado de Castellbell, como ix marqués, título que intentó negar a su primogénito, John de Vilallonga y Scott-Ellis.[cita requerida]
Pasó sus dos primeros años de vida en una Clínica de Múnich (Alemania) para recuperarse de una afección intestinal con la que nació. Estudió con los Jesuitas de Barcelona y en otros colegios de los que muchas veces fue expulsado.[cita requerida]

### Guerra civil española
Proclamada la Segunda República Española, sus padres se exiliaron en Biarritz (Francia) durante seis meses y después regresaron. Su abuela influyó poderosamente en su educación, muy amplia y cosmopolita. La Guerra Civil estalla cuando el se encuentra estudiando en el colegio de los dominicos de Saint-Thelme de Arcachon, y el joven Vilallonga se alista en las filas del bando sublevado como alférez provisional de requetés. 

### De Barcelona a Argentina y París
Tras la contienda, empezó a colaborar en Destino, El Noticiero Universal y Diario de Barcelona. 
Realizó la carrera diplomática durante cuatro años y se casó con la aristócrata inglesa Essylt-Priscilla Scott-Ellis (1916-1983), marchando a Inglaterra con ella; entre 1945 y 1950 se dedicó a la cría de caballos en Argentina y en 1951 regresó a Francia, tras una breve estancia en España. De Francia no pudo volver a España en muchos años a causa del veto que le impuso el régimen franquista por su libro Las ramblas terminan en el mar.[cita requerida] Colaboró en varias revistas francesas, en especial realizando entrevistas para Paris Match, y publicó novelas, reportajes y piezas teatrales en francés, tareas por las que recibiría la Legión de Honor en grado de oficial. 
Sostuvo una relación con la actriz Michèle Girardon, quien se suicidó en 1975 tras el casamiento en 1974 de Vilallonga con Syliane Stella Morell. Por esos años escribió para Marie Claire y Vogue y después será asiduo colaborador de Interviú; también ha dirigido Playboy en España.

### Trabajos como actor
Participó en Los amantes de Louis Malle y por mediación de Audrey Hepburn, obtuvo el papel de millonario brasileño en Desayuno con diamantes (Breakfast at Tiffany's) de Blake Edwards. Participó en total en más de 70 películas, de directores como Luis García Berlanga y Federico Fellini, con quien mantuvo una amistad y a quien dedicó un libro. También realizó alguna incursión en el teatro y protagonizó la obra Revistas del corazón (1985), de Juan José Alonso Millán, junto a Analía Gadé.

### Política
Fue portavoz de la Junta Democrática durante la Transición y se adhirió en 1981 al PSOE temporalmente, hasta que anunció que le retiraba su apoyo en el artículo Tristeza y asco, del diario ABC, en mayo de 1994; también colaboró con algunos artículos en el suplemento dominical del diario El País. Por esos años escribió una biografía autorizada de Juan Carlos I, El Rey, y en el 25 de junio de 1998 presentó en Madrid la película Fiesta del director Pierre Boutron, basada en su novela autobiográfica sobre la Guerra Civil. 

### Matrimonios, relaciones e hijos
Estuvo casado en cuatro ocasiones. Su primera esposa fue la aristócrata inglesa Essylt-Priscilla Scott-Ellis (1916-1983), hija del VIII barón Howard de Walden, a la que conoció cuando era enfermera durante la Guerra Civil y de la que tuvo dos hijos, John Alfonso Stephen y Susanna Carmen Margaret Beatrice de Vilallonga y Scott-Ellis, con los que se llevó bastante mal (especialmente con el varón); se separó ruidosamente de ella en 1956. Antes de divorciarse estuvo unido dos años a Michèlle Girardon hasta que ésta se suicidó. Después del divorcio se casó con Ursula Dietrich y se divorció de ella a las tres semanas. 
En 1974 se casó con Syliane Stella Morell, hija de Duilio Stella y Joséphine Morell. unión que se rompería durante el verano de 1995. 
Su última esposa fue, desde 1999, la periodista Begoña Aranguren, sobrina del filósofo José Luis López-Aranguren, y aunque se separaron dos años y medio después de casarse, nunca se divorciaron legalmente.

## Personalidad
Su peculiar carácter, mezcla de arrogancia aristocrática y desparpajo de vividor, le acarreó frecuentes enemistades; sus punzantes (y a veces injustas) alusiones a múltiples famosos derivaron en varios pleitos por atentado al honor. Entre estos desencuentros, fue célebre el que tuvo con los barones Thyssen; le encargaron una biografía en 1989 y la dejó apenas empezada, por causas que varían según las fuentes.[cita requerida]
Murió el 30 de agosto de 2007 en su residencia de Andrach en Mallorca y sus cenizas reposan en el Cementerio de Pueblo Nuevo de Barcelona.

## Estilo literario
Puede documentarse en Memorias no autorizadas y en las obras de sus familiares: Vilallonga, mi padre. Tal como lo conocí (2006) de John de Vilallonga, y Vilallonga, un diamante falso (2004), de Begoña Aranguren.

## Obras

### En francés
- Les Ramblas finissent à la mer, 1953
- Les gens de bien, 1955
- L'heure dangereuse du petit matin, 1957
- L'homme de sang, 1959
- L'homme de plaisir, 1961
- Allegro barbaro, 1967
- Fiesta, 1971
- Gold Gotha, 1972
- A pleines dents : entretiens avec Guy Monréal, 1973
- Furia, 1974
- Femmes, 1975
- Solo, 1976
- L'image de marque, 1976
- Españas. La chute, 1977
- Les gangrènes de l'honneur, 1977
- Ma vie est une fête. Les cahiers noirs, 1988
- Altesse, 1986
- Le roi, 1993. La traducción castellana fue publicada antes, en 1991
- Le gentilhomme européen, 1992
- Fellini, 1994

### En castellano
- Mujeres al descubierto, 1976
- La nostalgia es un error, 1980
- Los sables, la corona y la rosa, 1984
- La imprudente memoria, 1985
- EL REY. Conversaciones con D. Juan Carlos I de España, 1993
- Encuentros y encontronazos 1995
- El sable del caudillo, 1997
- Cartas desde París a mis paisanos los íberos, 1998
- Franco y el Rey, 1998
- Inolvidables mujeres, 1999
- Hojas al viento: cartas a mi nieta, 2003
- Políticamente incorrecto, 2006
- Memorias no autorizadas. La cruda y tierna verdad, 2000
- Memorias no autorizadas. Otros mundos, otra vida, 2001
- Memorias no autorizadas. La flor y nata, 2002
- Memorias no autorizadas. La rosa, la corona y el marqués rojo, 2004

## Filmografía selecta
Los amantes, de Louis Malle, fue su primera película. Luego intervino en más de 70, algunas tan relevantes como Desayuno con diamantes, junto a Audrey Hepburn, o Giulietta de los espíritus, de Federico Fellini. También aparece en Patrimonio Nacional y Nacional III, de Luis García Berlanga, en el papel de Álvaro, sobrino del Marqués de Leguineche.
- 1958: Les Amants de Louis Malle: Raoul Flores
- 1960: L'Ennemi dans l'ombre de Charles Gérard: Georges Dandieu
- 1961: Le Rendez-vous de minuit de Roger Leenhardt: Bob
- 1961: Les Mauvais coups de François Leterrier: Prévieux
- 1961: L’Affaire Nina B (Affäre Nina B.) de Robert Siodmak: Kurt
- 1961: Breakfast at Tiffany's de Blake Edwards: José da Silva Pereira
- 1962: Cleo de 5 a 7 de Agnès Varda: L’amant de Cléo
- 1962: Les Bonnes Causes de Christian-Jaque: Paul Dupré
- 1962: La Loi des hommes Charles Gérard: El capellà
- 1963: Mélodie en sous-sol de Henri Verneuil: Monsieur Grimp
- 1965: I tre volti de Michelangelo Antonioni, Mauro Bolognini y Franco Indovina: Rodolph
- 1965: Giulietta degli spiriti de Federico Fellini: L’amic de Giorgio
- 1971: Le Viager de Pierre Tchernia: Un oficial
- 1976: Le Bon et les méchants de Claude Lelouch